# Всеукраїнська політична консультативна рада
Всеукраїнська політична консультативна рада, ВПКР, або Політична рада — колишній консультативно-дорадчий орган при Президентові України, що був утворений з метою більш повного врахування позицій політичних сил при виробленні державної політики, пропозицій та рекомендацій партій щодо дальшого вдосконалення політичної системи суспільства, налагодження конструктивної взаємодії між органами державної влади і об'єднаннями громадян для забезпечення стабільності в державі.
Рішення Ради мали рекомендаційний характер.

## Історія
Був утворений Указом Президента України у 2000 році як Політична рада при Президентові України. Перейменований у Всеукраїнську політичну консультативну раду згідно з указом Президента від 2001 року зі збереженням скороченої назви Політична рада. У 2005 році повернена попередня назва Політична рада при Президентові України.
У 2010 році консультативно-дорадчий орган був повністю ліквідований.

## Основні завдання
До основних завдань Політичної ради належало:
- аналіз суспільно-політичної і соціально-економічної ситуації в Україні, актуальних внутрішньополітичних та зовнішньополітичних проблем, розроблення і внесення за результатами такого аналізу відповідних пропозицій;
- попередній розгляд проектів законів та актів Президента України з найважливіших питань суспільного життя, внесення пропозицій щодо розроблення проектів таких актів;
- сприяння узгодженню позицій політичних партій, налагодженню конструктивної взаємодії між органама державної влади і об'єднаннями громадян з метою поглиблення демократичних реформ в Україні та розв'язання актуальних проблем суспільного життя, забезпечення громадянського миру і злагоди.

## Склад
Очолював орган Президент України, який своїм указом призначав секретаря Ради і визначав персональний її склад.